# Presa del Delta

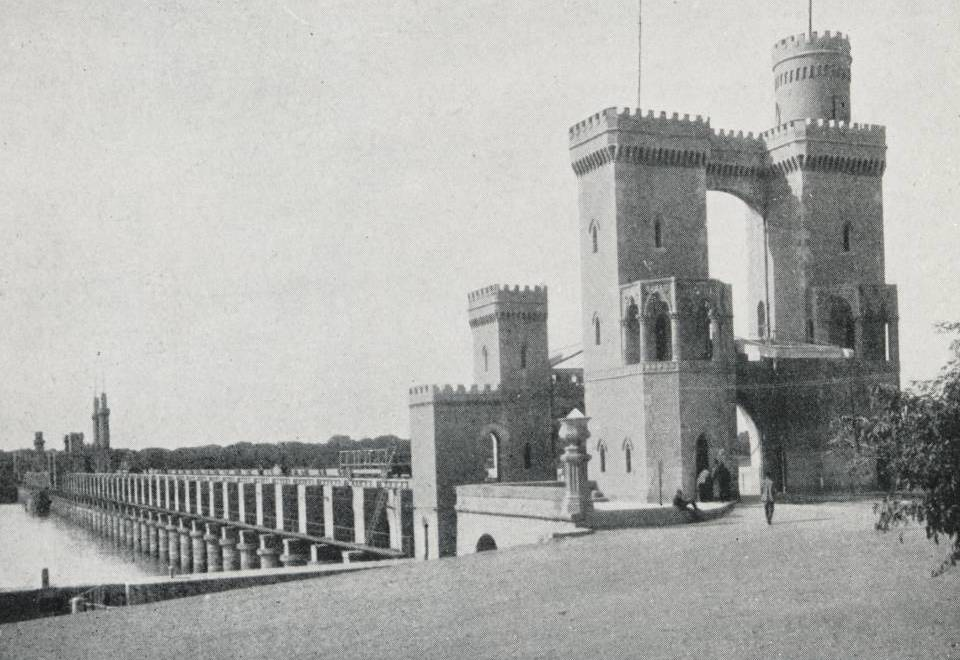
Presa del Delta en 1906.

La Presa del Delta es un tipo de represa que se construyó al sur del delta del Nilo, en Egipto, entre 1833 hasta su finalización inicial en 1862.

## Características
El propósito era mejorar el riego y la navegación a lo largo de los principales ramales del Nilo (de Rosetta y Damietta) aguas abajo del punto donde se bifurcan, al norte de El Cairo, en Egipto. Sin embargo, en su primera operación, se descubrió que los cimientos de la estructura eran tan deficientes que su principal propósito, el riego, tuvo que ser abandonado en gran parte por razones de seguridad. Las represas han sido irónicamente calificadas como un romántico cruce del río Nilo.
A pesar de su inicio poco afortunado, en la década de 1880 se llevaron a cabo las pruebas iniciales y las posteriores reparaciones después de la ocupación británica de Egipto. Estas reparaciones y su mantenimiento continuo proporcionarían en gran medida la intención original de las represas. Los efectos generales fueron en gran parte inesperados y sorprendentes. Además de una gran reducción en los costes de subir agua para irrigar los campos, y ahorro de mano de obra necesarios para limpiar los canales del sedimento depositado, el cultivo de algodón se duplicó, y los costes necesarios para aumentar los cultivos en general se redujeron a la mitad. Estos factores combinados, estimularían la demanda de tierras agrícolas que duplicaron el precio y una demanda inmediata que no pudo satisfacerse.

## Las nuevas presas

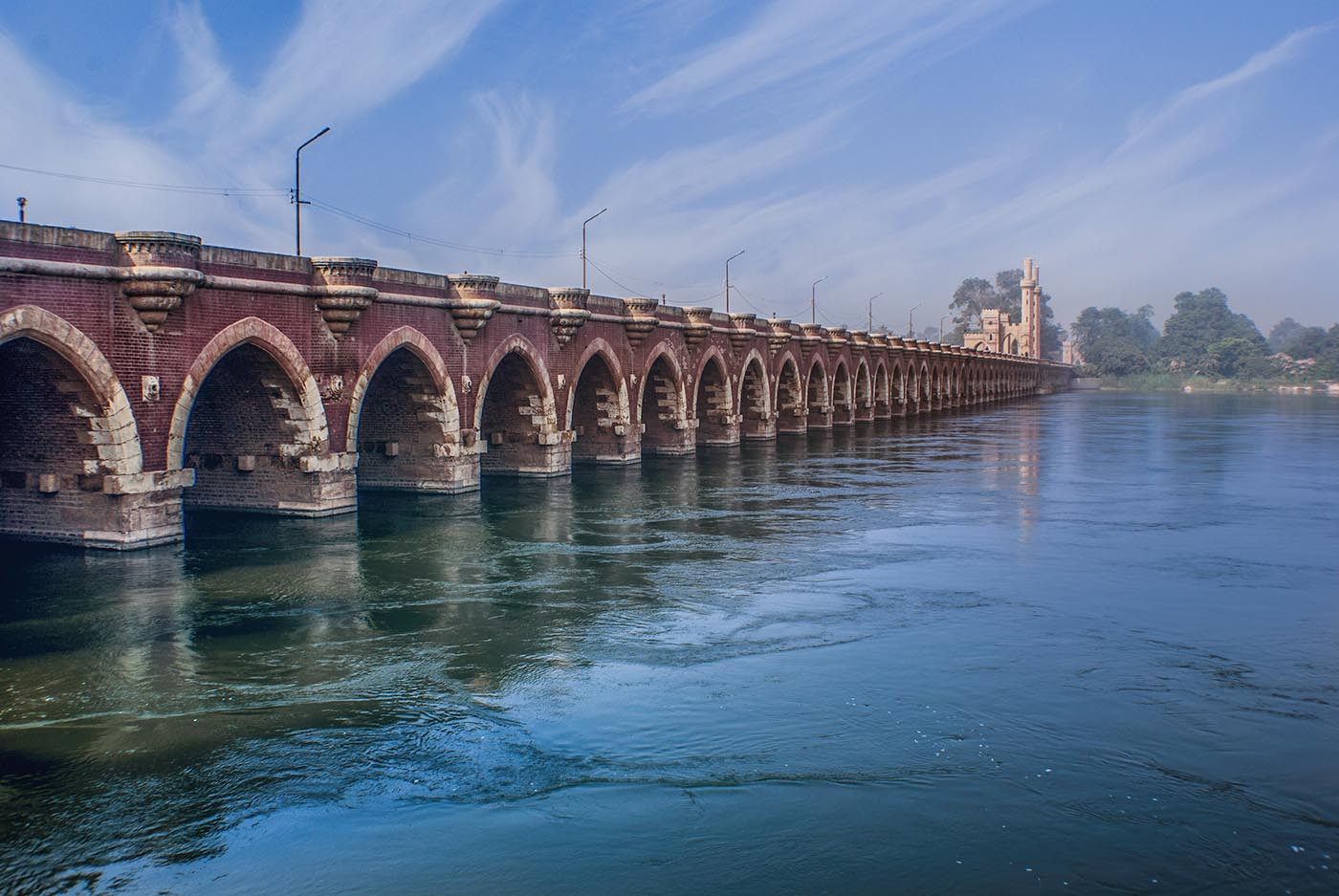
La Presa en 2016.

En la década de 1930, cuando se planteó la idea de un bombeo más caudaloso y a más altura, el viejo dique filtraba agua nuevamente y los gastos de mantenimiento requeridos eran de tal magnitud que se determinó que era más factible la construcción de un nuevo dique.

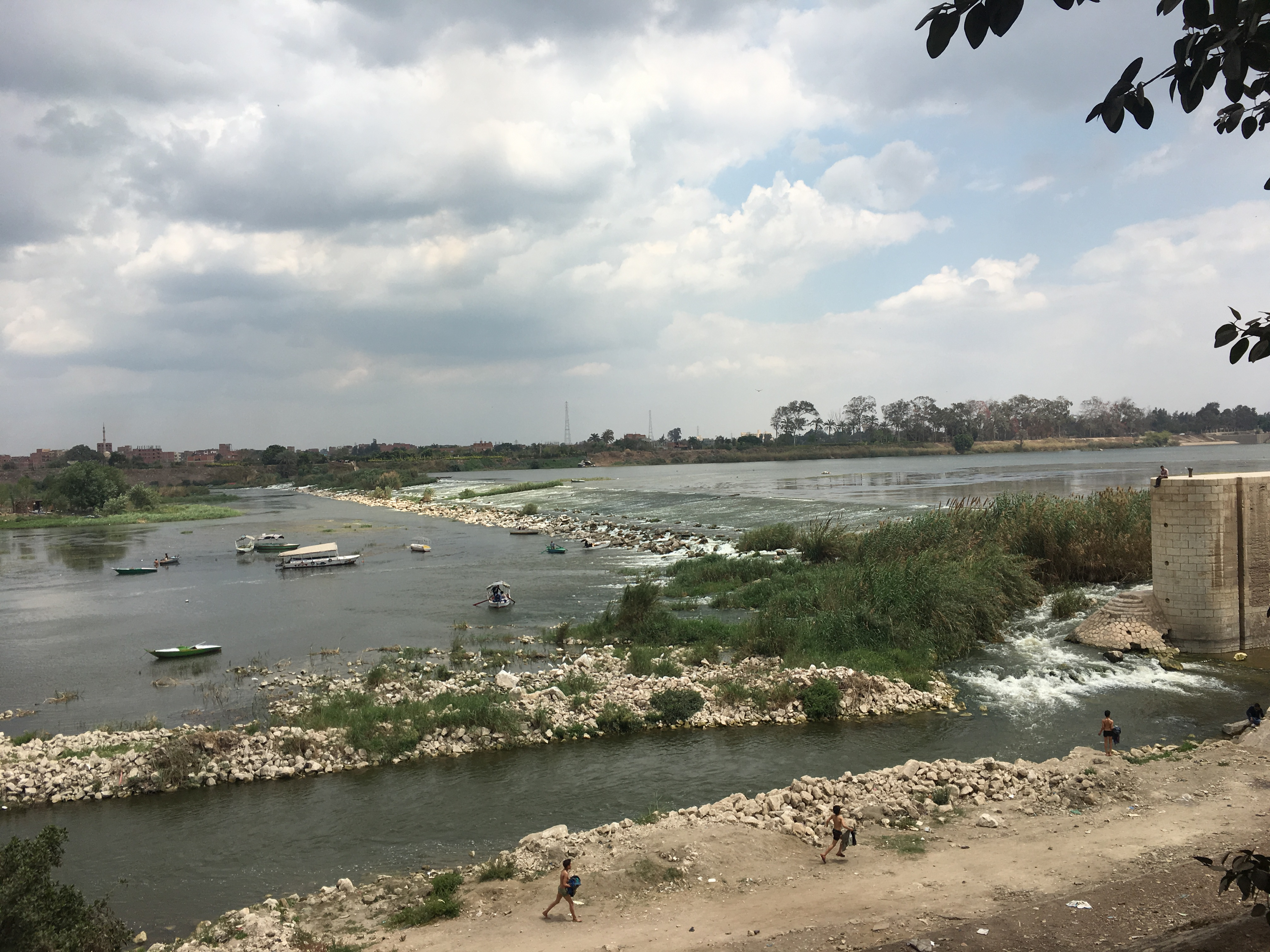
Restos de la antigua presa del ramal de Rosetta.

La construcción de la nueva Presa Mohammed Ali duró de 1936 a 1939. El contrato fue adjudicado, mediante licitación pública, a la firma británica McDonald Gibbs & Co. (Ingenieros) y se inauguró en diciembre de 1939. Debido a los avances tecnológicos, su base fue construida con pilotes de hormigón armado incrustados varios metros debajo de la base de arena.
También se utilizó granito de Asuán en una parte de la construcción. Las obras del proyecto fueron un gran éxito, contando con doce mil trabajadores y un coste de 2,75 millones de libras. La antigua presa fue abandonada, aunque se ha conservado como monumento histórico y todavía se utiliza como puente.
El diplomático estadounidense Edwin de Leon informó que Abbas, el nieto de Muhammad Ali, estaba dispuesto a sacrificar una de las pirámides para completar la construcción de la presa mal financiada, pero esto fue evitado por el alto costo estimado por el ingeniero.